# Rhododendron esetulosum
Rhododendron esetulosum är en ljungväxtart som beskrevs av Isaac Bayley Balfour och Forrest. Rhododendron esetulosum ingår i släktet rododendron, och familjen ljungväxter. Inga underarter finns listade i Catalogue of Life.